# Antwerpen-Noorderdokken
Antwerpen-Noorderdokken – stacja kolejowa w Antwerpii, w prowincji Antwerpia.